# Congregatie voor de Evangelisatie van de Volkeren
De Congregatie voor de Evangelisatie van de Volkeren (Congregatio pro Gentium Evangelisatione) was een congregatie van de Romeinse Curie die bevoegd is voor alles wat betrekking heeft op de missionaire samenwerking en de verspreiding van het Evangelie. In de missiegebieden had zij dezelfde bevoegdheid als de Congregatie voor de Bisschoppen, dus ook bisschopsbenoemingen. Ze kreeg ook de zorg voor de opleiding van clerus en catechisten toegewezen.
Deze congregatie heette eerder Propaganda Fide (voluit Sacra Congregatio de Propaganda Fide, in het Nederlands Heilige Congregatie voor de Voortplanting van het Geloof, archaïsch Congregatie tot Voortplanting des Geloofs). De naam werd in 1982 aangepast door Paus Johannes Paulus II, maar de opdracht bleef ongewijzigd. 
Op 5 juni 2022 werd bij de invoering van de apostolische constitutie Praedicate Evangelium de structuur van de Romeinse Curie gewijzigd. De congregatie werd opgenomen in de dicasterie voor Evangelisatie.